# Averdoingt
Averdoingt és un municipi francès situat al departament del Pas de Calais i a la regió dels Alts de França. L'any 2007 tenia 265 habitants.

## Demografia

### Població
El 2007 la població de fet d'Averdoingt era de 265 persones. Hi havia 96 famílies de les quals 24 eren unipersonals (24 dones vivint soles i 24 dones vivint soles), 28 parelles sense fills i 44 parelles amb fills.
La població ha evolucionat segons el següent gràfic:
Habitants censats

### Habitatges
El 2007 hi havia 104 habitatges, 95 eren l'habitatge principal de la família, 6 eren segones residències i 3 estaven desocupats. Tots els 104 habitatges eren cases. Dels 95 habitatges principals, 77 estaven ocupats pels seus propietaris, 16 estaven llogats i ocupats pels llogaters i 3 estaven cedits a títol gratuït; 2 tenien dues cambres, 6 en tenien tres, 24 en tenien quatre i 64 en tenien cinc o més. 74 habitatges disposaven pel capbaix d'una plaça de pàrquing. A 39 habitatges hi havia un automòbil i a 48 n'hi havia dos o més.

### Piràmide de població
La piràmide de població per edats i sexe el 2009 era:
| Homes | Edats   | Dones |
| ----- | ------- | ----- |
| 0     | 95 o +  | 0     |
| 0     | 90 a 94 | 0     |
| 4     | 85 a 89 | 0     |
| 4     | 80 a 84 | 0     |
| 12    | 75 a 79 | 12    |
| 0     | 70 a 74 | 12    |
| 12    | 65 a 69 | 0     |
| 4     | 60 a 64 | 4     |
| 0     | 55 a 59 | 4     |
| 20    | 50 a 54 | 0     |
| 4     | 45 a 49 | 8     |
| 12    | 40 a 44 | 20    |
| 4     | 35 a 39 | 4     |
| 4     | 30 a 34 | 0     |
| 12    | 25 a 29 | 16    |
| 4     | 20 a 24 | 8     |
| 16    | 15 a 19 | 16    |
| 8     | 10 a 14 | 16    |
| 16    | 5 a 9   | 8     |
| 8     | 0 a 4   | 8     |

## Economia
El 2007 la població en edat de treballar era de 164 persones, 121 eren actives i 43 eren inactives. De les 121 persones actives 103 estaven ocupades (56 homes i 47 dones) i 18 estaven aturades (4 homes i 14 dones). De les 43 persones inactives 15 estaven jubilades, 12 estaven estudiant i 16 estaven classificades com a «altres inactius».

### Ingressos
El 2009 a Averdoingt hi havia 95 unitats fiscals que integraven 268 persones, la mediana anual d'ingressos fiscals per persona era de 16.428 €.

### Activitats econòmiques
Dels 8 establiments que hi havia el 2007, 1 era d'una empresa de fabricació d'altres productes industrials, 1 d'una empresa de construcció, 2 d'empreses de comerç i reparació d'automòbils, 2 d'empreses d'hostatgeria i restauració i 2 d'empreses classificades com a «altres activitats de serveis».
Dels 4 establiments de servei als particulars que hi havia el 2009, 2 eren fusteries, 1 perruqueria i 1 saló de bellesa.
L'any 2000 a Averdoingt hi havia 13 explotacions agrícoles.

## Equipaments sanitaris i escolars
El 2009 hi havia una escola elemental integrada dins d'un grup escolar amb les comunes properes formant una escola dispersa.

## Poblacions més properes
El següent diagrama mostra les poblacions més properes.